# Cristòfol Lecapè
Cristòfol Lecapè, en grec antic Χριστόφορος Λακαπηνός, va ser el fill gran de l'emperador romà d'Orient Romà Lecapè i de la seva primera dona, Maria.
L'any 921, molt poc després de la seva pujada al tron, el seu pare el va nomenar coemperador, ocupant el segon lloc a l'Imperi, mentre que Constantí VII, hereu de la Dinastia macedònia, va quedar en tercer lloc. Es va casar l'any 919 amb Sofia, filla d'un patrici anomenat Nicetes, que va ser proclamada Augusta quan la seva madrastra Teodora va morir el 922.
El matrimoni va tenir tres fills:
- Maria, que després va agafar el nom d'Irene, casada l'any 927 amb Pere I de Bulgària, rei dels búlgars.
- Romà, que va morir jove, abans de l'any 940.
- Miquel, que va morir després del 963. L'any 921 va ser nomenat cèsar. Més endavant va tenir diversos càrrecs, i quan la seva família va perdre el poder es va fer monjo. Una filla seva, Helena, es va casar amb Gregori II de Taron.[1]